# 小関ライアン雄大

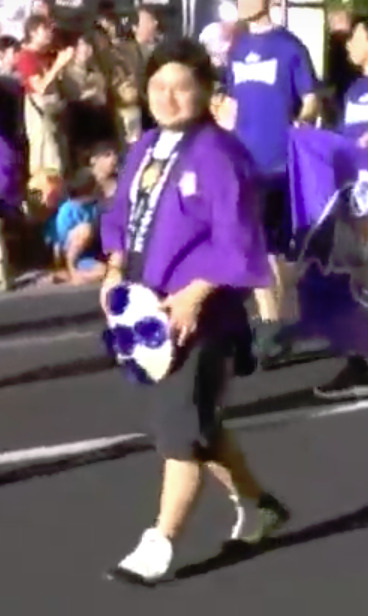
小関ライアン雄大

小関 ライアン 雄大（こせき ライアン ゆうた、1989年2月15日-　）は、アメリカ合衆国サンディエゴ出身のバスケットボール指導者。

## 人物
2012年にbjリーグ・大分ヒートデビルズのチームマネージャーとなり以来プロ業界で働く。2013年から2015年は大分のバスケットボールスクールコーチ。2015-16シーズンは当時NBLの熊本ヴォルターズ(現B2)で育成部門コーチ、2016-17シーズンは当時B2の鹿児島レブナイズ(現B3)で通訳兼マネージャーで、2017年2月からシーズン終了までアシスタントコーチも兼任。
2017年7月にはパスラボ山形ワイヴァンズ(B2)へヘッドコーチとして移籍。2017-18シーズンの山形はジョセフ・クックがクラブ内でヘッドコーチより上位の役職であるエグゼクティブコーチとして指揮を執っていたが、2018年3月26日にクックが解任されて以降は、小関と石川裕一アシスタントコーチの2人体制で山形の指揮を執った。2018-19シーズンは山形のバスケットボールアカデミーコーチ。
2019-20シーズンは愛媛オレンジバイキングスにてアシスタントコーチ兼通訳を務めた。2020-21シーズンは山形にアシスタントコーチとして復帰。